# Janirella vemae
Janirella vemae är en kräftdjursart som beskrevs av Menzies1956. Janirella vemae ingår i släktet Janirella och familjen Janirellidae. Inga underarter finns listade i Catalogue of Life.